# Picnoclino
Il picnoclino (dal greco πυκνός (pyknòs), "denso") è un sottile strato o una superficie che separa strati di acqua marina o lacustre a densità diversa, ovvero una zona dove il gradiente di densità varia notevolmente all'interno di una massa d'acqua entro una piccola variazione di spessore. Le variazioni di densità possono essere collegate a variazioni di salinità o di temperatura dell'acqua.
Lo studio del picnoclino assume una notevole importanza in oceanografia, in quanto uno o più picnoclini separano masse d'acqua con caratteristiche molto diverse e reciprocamente immiscibili; questi strati scorrono l'uno sull'altro dando luogo alla circolazione oceanica profonda (circolazione termoalina) con grande influenza sul clima globale.
Al di sotto del picnoclino, la diversa densità ostacola il mescolamento delle acque e la conseguente diffusione del calore, della salinità, del contenuto di ossigeno e nutrienti. Questa separazione ha importanti effetti biologici sulla vita degli animali marini o acquatici. Con il tempo tuttavia, si instaura comunque in modo naturale un mescolamento verticale delle acque in seguito a fenomeni di turbolenza, e tale mescolamento gioca un ruolo importante nel trasporto dei nutrienti.

## Funzione fisica
La miscelazione turbolenta prodotta dai venti e dalle onde trasferisce il calore verso il basso dalla superficie. Alle basse e medie latitudini, questo crea uno strato d'acqua misto in superficie di temperatura quasi uniforme che può essere profondo da pochi metri a diverse centinaia di metri. Al di sotto di questo strato misto, a una profondità di 200–300 m in mare aperto, la temperatura inizia a diminuire rapidamente fino a circa 1000 m. Lo strato d'acqua all'interno del quale il gradiente di temperatura è più ripido è noto come termoclino permanente. 
La differenza di temperatura attraverso questo strato può raggiungere i 20℃, a seconda della latitudine. Il termoclino permanente coincide con un cambiamento nella densità dell'acqua tra le acque superficiali più calde e a bassa densità e le acque di fondo dense fredde sottostanti. La regione di rapido cambiamento di densità è nota come picnoclino e funge da barriera alla circolazione verticale dell'acqua; quindi influisce anche sulla distribuzione verticale di alcune sostanze chimiche che svolgono un ruolo nella biologia dei mari. I forti gradienti di temperatura e densità possono anche fungere da restrizione ai movimenti verticali degli animali.

## Funzione biologica

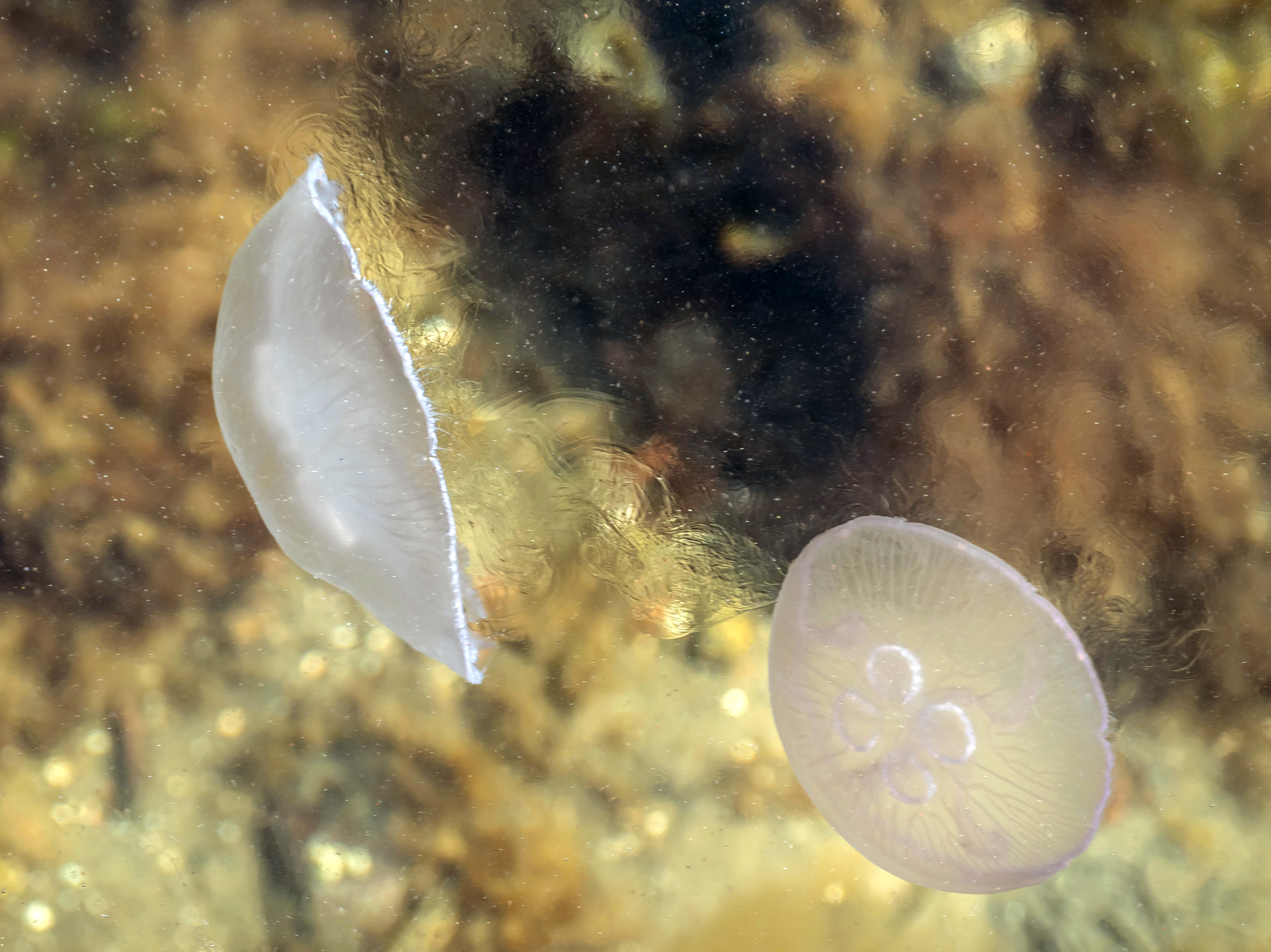
Due meduse quadrifoglio che disturbano il picnoclino nello strato d'acqua superiore del fiordo di Gullmarn, Svezia

Il tasso di crescita del fitoplancton è controllato dalla concentrazione dei nutrienti e la rigenerazione dei nutrienti nel mare è una parte molto importante dell'interazione tra i livelli trofici superiori e inferiori. La separazione dovuta alla formazione del picnoclino impedisce l'apporto di nutrienti dallo strato inferiore allo strato superiore. I flussi di nutrienti attraverso il picnoclino sono inferiori rispetto ad altri strati superficiali.

### Ciclo microbico

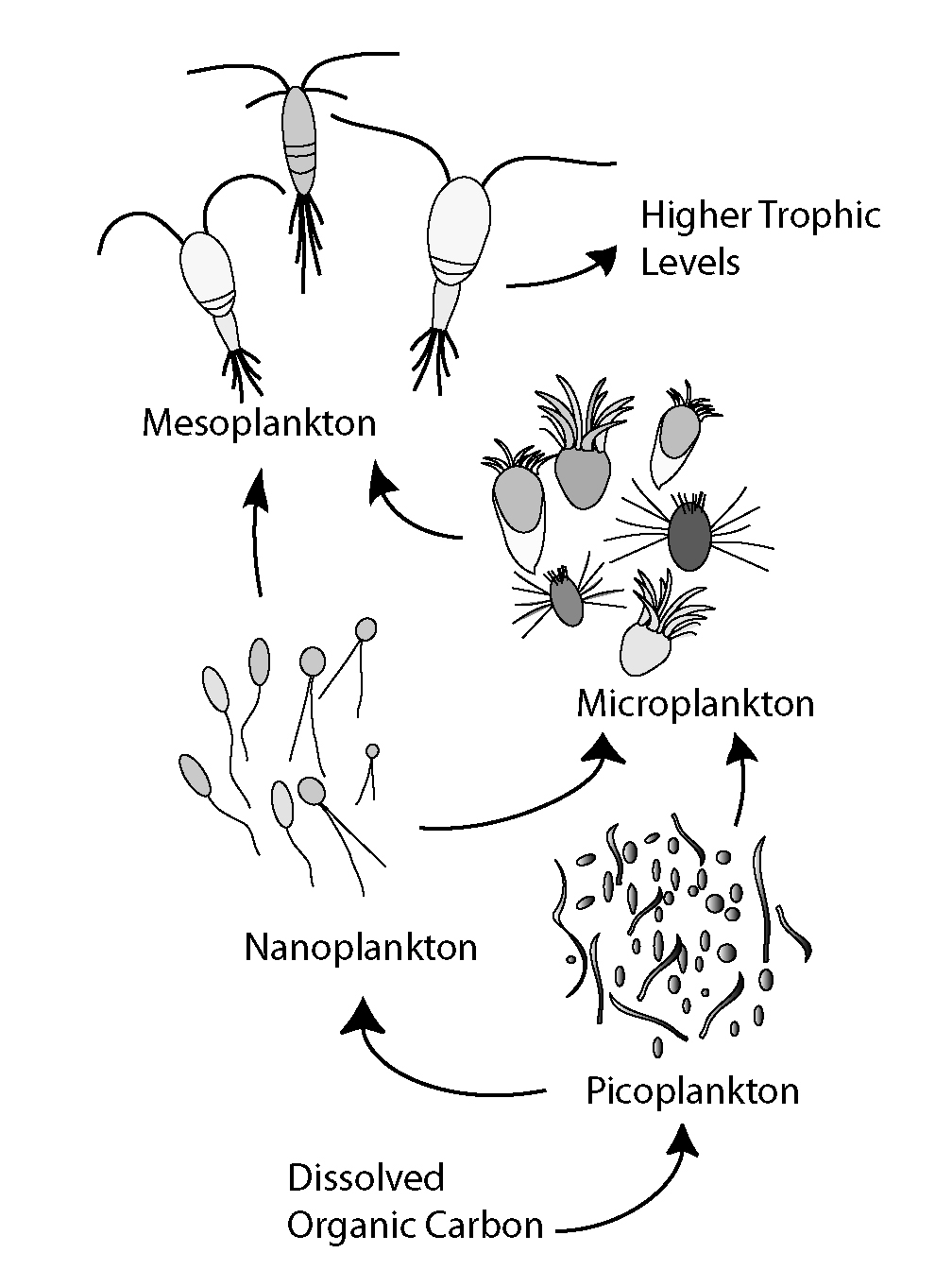
Il circuito microbico acquatico è una via trofica marina che incorpora il carbonio organico disciolto nella catena alimentare.

Il circuito microbico è una via trofica nella catena alimentare microbica marina. Il termine "circuito microbico" è stato coniato da Azam et al. (1983) per descrivere il ruolo svolto dai microbi nei cicli del carbonio e dei nutrienti dell'ecosistema marino in cui il carbonio organico disciolto (DOC) viene riportato a livelli trofici più elevati tramite l'incorporazione nella biomassa batterica, e anche accoppiato con la classica catena alimentare formata dal fitoplancton - zooplancton - necton.
Al termine della fioritura del fitoplancton, quando le alghe entrano in uno stadio senescente, si verifica un accumulo di fitodetrito (il particolato organico risultante dal fitoplancton e da altro materiale organico nelle acque superficiali che cadono sul fondo del mare) e un aumento del rilascio di metaboliti disciolti. È particolarmente in questo momento che i batteri possono utilizzare queste fonti di energia per moltiplicarsi e produrre un forte impulso che segue la fioritura del fitoplancton. La stessa relazione tra fitoplancton e batteri influenza la distribuzione verticale del batterioplancton. Il numero massimo di batteri si verifica generalmente al picnoclino, dove il fitodetrito si accumula affondando dalla zona eufotica sovrastante. Lì la decomposizione da parte dei batteri contribuisce alla formazione di strati minimi di ossigeno nelle acque stabili.

### Migrazione verticale giornaliera

Migrazione quotidiana della vita marina tra la zona crepuscolare e la superficie dell'oceano – animazione della NASA

Una delle caratteristiche comportamentali più caratteristiche del plancton è una migrazione verticale che avviene con una periodicità di 24 ore. Questa è stata spesso definita migrazione verticale giornaliera o migrazione nictemerale. La distanza verticale percorsa nelle 24 ore varia, essendo generalmente maggiore tra le specie più grandi e i nuotatori migliori. Ma anche i piccoli copepodi possono migrare per diverse centinaia di metri due volte in un periodo di 24 ore e i nuotatori più forti come gli euphausiacea e i gamberetti pelagici possono viaggiare per 800 m o più. L'intervallo di migrazione della profondità può essere inibito dalla presenza di un termoclino o di un picnoclino. Tuttavia, il fitoplancton e lo zooplancton in grado di migrare verticalmente sono spesso concentrati nel picnoclino. Inoltre, quegli organismi marini con capacità di nuoto attraverso il termoclino o il picnoclino possono sperimentare forti gradienti di temperatura e densità, nonché notevoli variazioni di pressione durante la migrazione.

## Stabilità
I picnoclini diventano instabili quando il loro numero di Richardson scende al di sotto di 0,25. Il numero di Richardson è un valore adimensionale che esprime il rapporto tra potenziale ed energia cinetica. Questo rapporto scende al di sotto di 0,25 quando la velocità di taglio supera la stratificazione. Ciò può produrre instabilità di Kelvin-Helmholtz, con conseguente turbolenza che porta alla miscelazione.
I cambiamenti nella profondità o nelle proprietà del picnoclino possono essere simulati da alcuni modelli di programmi per computer. L'approccio semplice per questi modelli consiste nell'esaminare il modello di pompaggio di Ekman (il trasporto verso l'alto dei venti di superficie guidati dall'acqua di mare di una depressione) basato sul modello di circolazione generale dell'oceano (OCGM).

## Tipi di cline[21][22][23]
- Termoclino - Un cline basato sulla differenza di temperatura dell'acqua,
- Chemoclino - Un cline basato sulla differenza nella chimica dell'acqua,
- Aloclino - Un cline basato sulla differenza di salinità dell'acqua.
- Lutoclino - Un cline basato sulla differenza di torbidità dell'acqua.